# IX округ Парижа

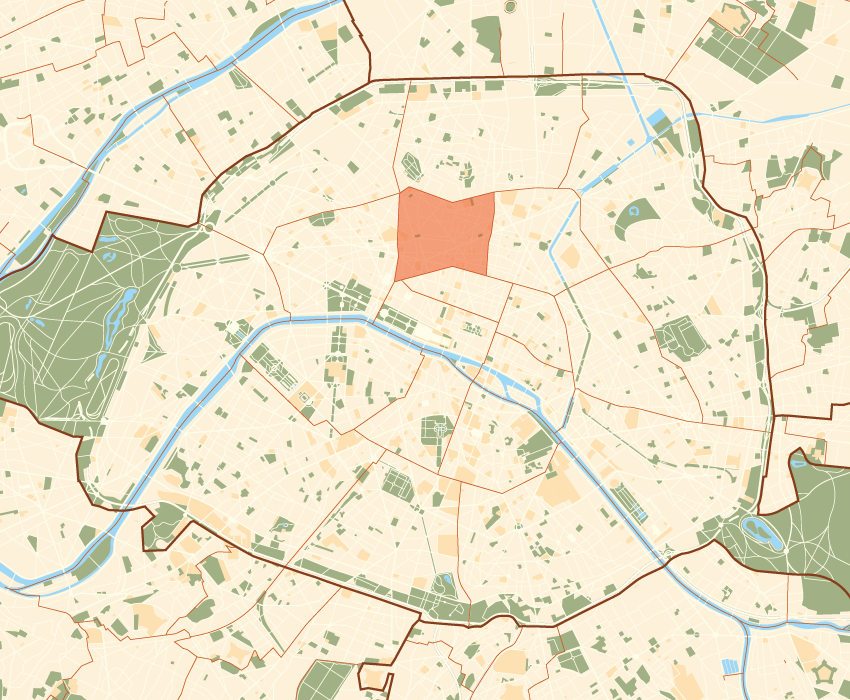
9-й округ на карті Парижа

9-й муніципальний округ (фр. Arrondissement de l’Opéra) — один із 20 муніципальних округів Парижа. Площа округу — 218 га. У межах округу знаходиться багато культурних, історичних та архітектурних пам'яток. Зокрема, Опера Гарньє, Бульвар Осман, з його Галереєю Лафайєт — величезним універмагом. Поруч з другим та восьмим округами, 9-й округ формує бізнес-центр Парижа розташований навколо опери.

## Географічне розташування
9-й округ розташований на правому березі Сени. На сході він межує з 10-м, на заході з 8-м, на півночі з 18-м і на півдні з 2-м округом.

## Квартали
Квартали № 33-36:
- Сен-Жорж (Quartier Saint-Georges)
- Шосе-д'Антан (Quartier de la Chaussée-d’Antin)
- Фобур-Монмартр (Quartier du Faubourg Montmartre)
- Рошешуар (Quartier de Rochechouart)

## Економіка

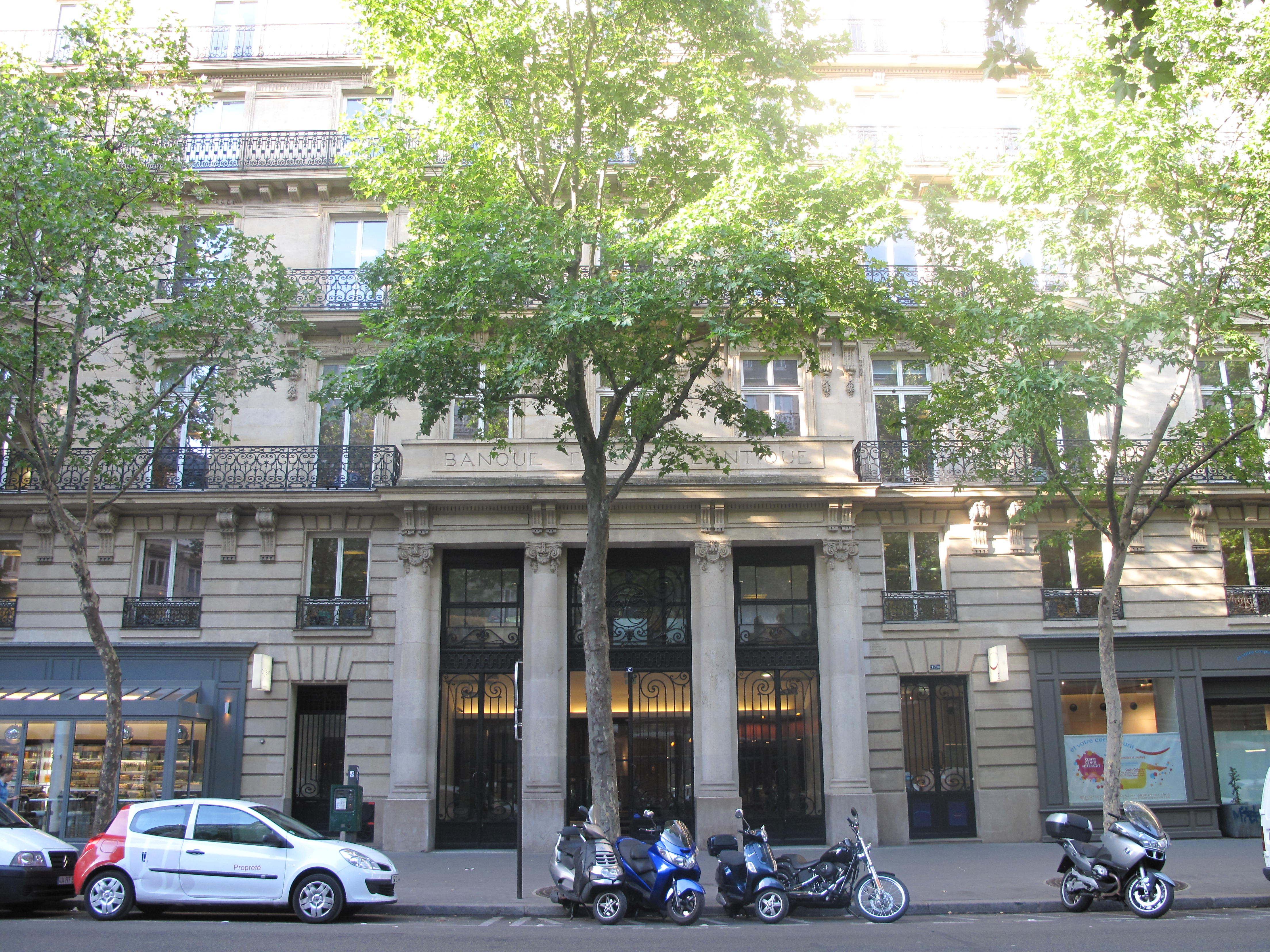
Головний офіс Danone

Декілька всесвітньовідомих компаній розташували свої офіси в 9 окрузі. Зокрема:
- з 2002 року головний офіс компанії Danone розташований на бульварі Осман, 17.[3][4]
- BNP Paribas — головний офіс.[5]
- Kroll Inc..[6]
- до 1995 року тут був розташований головний офіс компанії Société Générale.[7][8]

## Населення
За даними перепису населення 2005 року у 9-му окрузі проживає 58 800 чоловік при щільності населення 26 973 чол/км². Це становить 2,7% паризького населення.

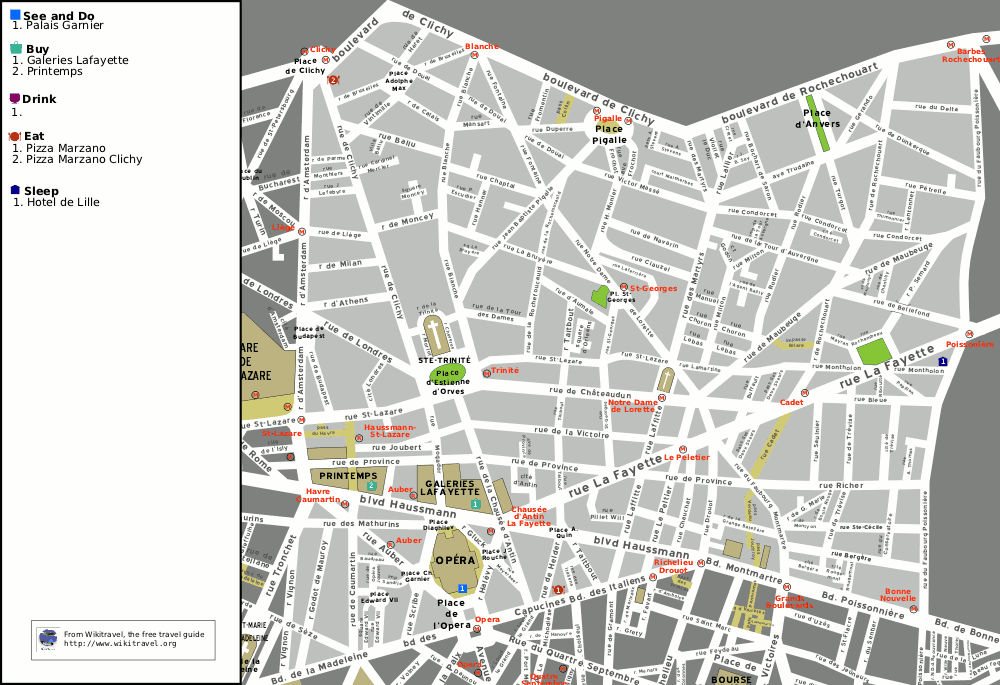
Карта 9-го округу

| Рік  | Населення | Густота населення (чол/км²) |
| ---- | --------- | --------------------------- |
| 1872 | 103 767   | 47 600                      |
| 1901 | 124 011   | 56 912                      |
| 1954 | 102 287   | 46 921                      |
| 1962 | 94 094    | 43 182                      |
| 1968 | 84 969    | 38 994                      |
| 1975 | 70 270    | 32 249                      |
| 1982 | 64 134    | 29 433                      |
| 1990 | 58 019    | 26 626                      |
| 1999 | 55 838    | 25 626                      |

## Органи правління
У березні 2008 року мером округу знову обраний член Соціалістичної партії Франції Жак Браво (Jacques Bravo).
- Адреса мерії:

6, Rue Drouot
75009 Paris

## Визначні місця
- Опера Гарньє
- Торговий центр Галерея Лафайєт
- Музей Гревен (музей воскових фігур)
- Фрагонар (музей парфумів)
- Кабаре Фолі-Бержер
- Концертний зал «Олімпія»
- Нотр-Дам-де-Лорет
- Сен-Трініте
- Музей франкомасонства
- Національний музей Гюстава Моро
- Ліцей Кондорсе

### Вулиці, площі
- Бульвар Кліші
- Площа Пігаль
- Площа Кліші
- Площа Бланш
- Бульвар Капуцинок
- Бульвар Монмартр
- Бульвар Осман (частина)

## Транспорт
- У 8-му окрузі безпосередньо поруч з 9-м знаходиться вокзал Сен-Лазар, а в 10-му — Північний та Східний вокзали.
- Метро: лінії 7-ма та 12-та.

## Галерея зображень

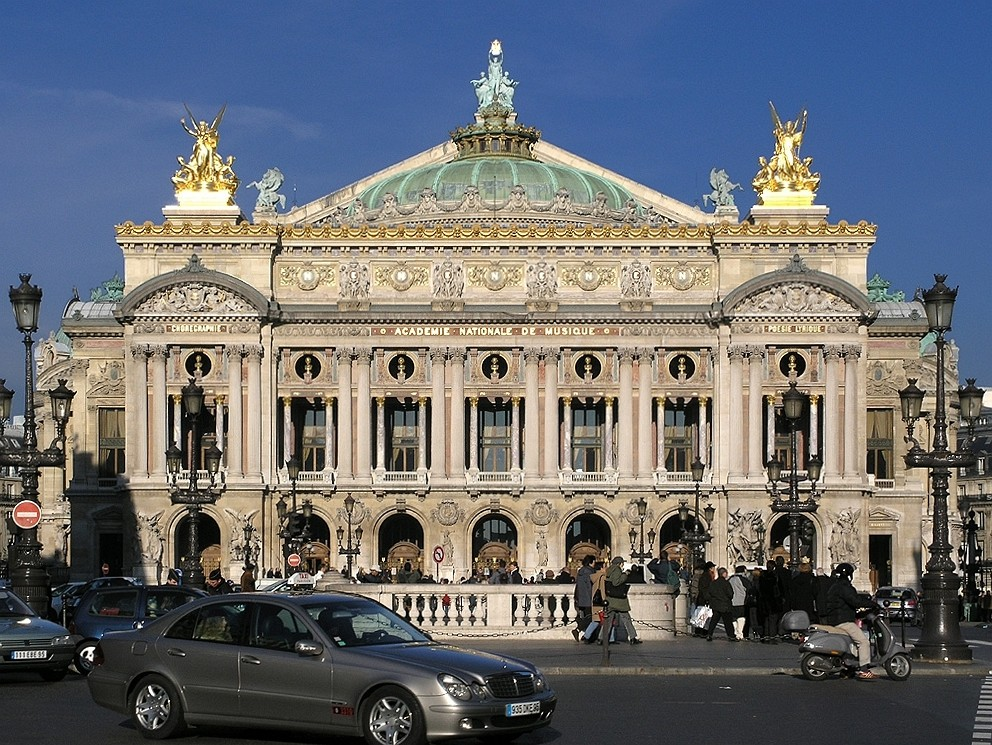
Опера Гарньє
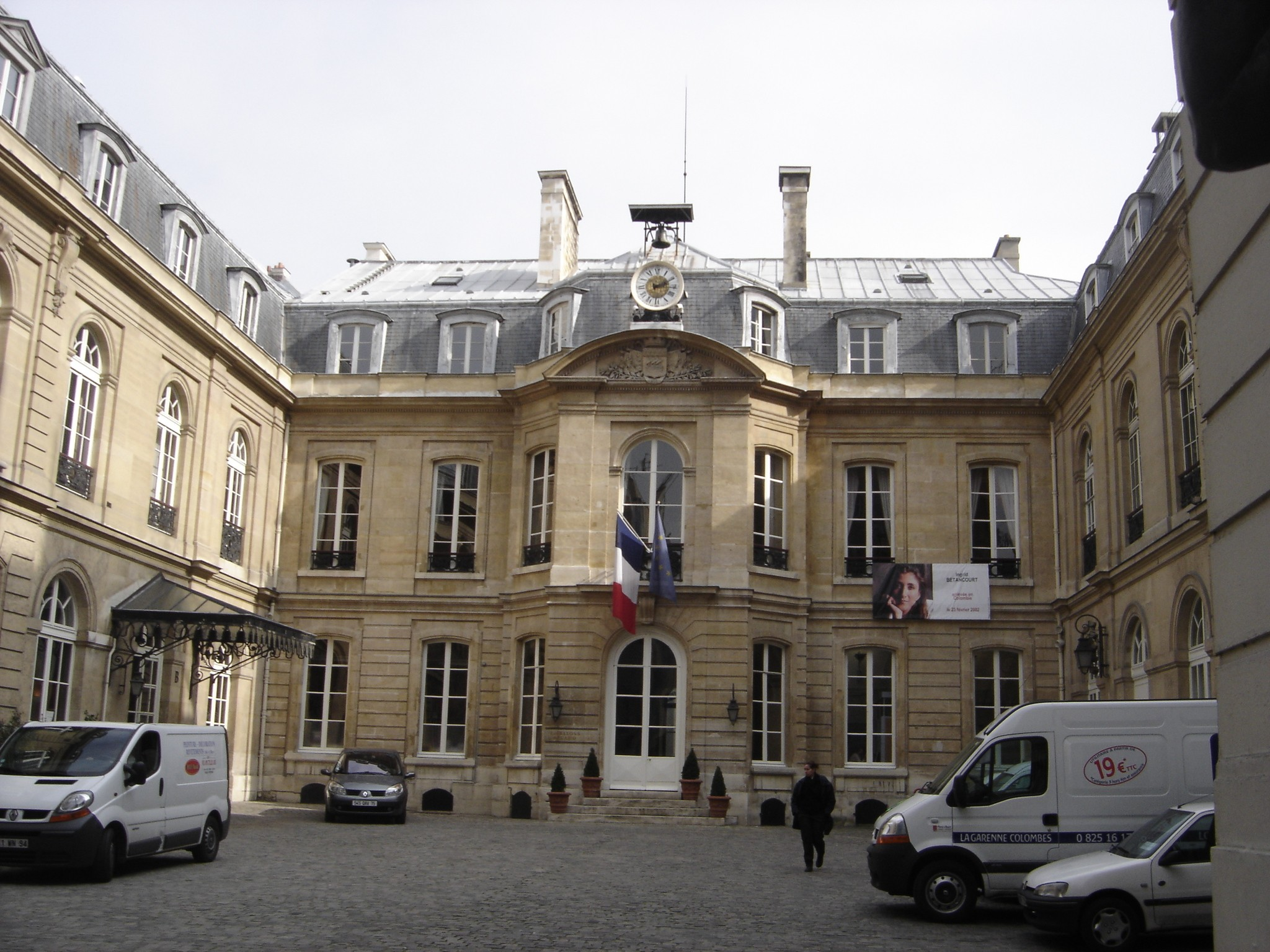
Мерія округу
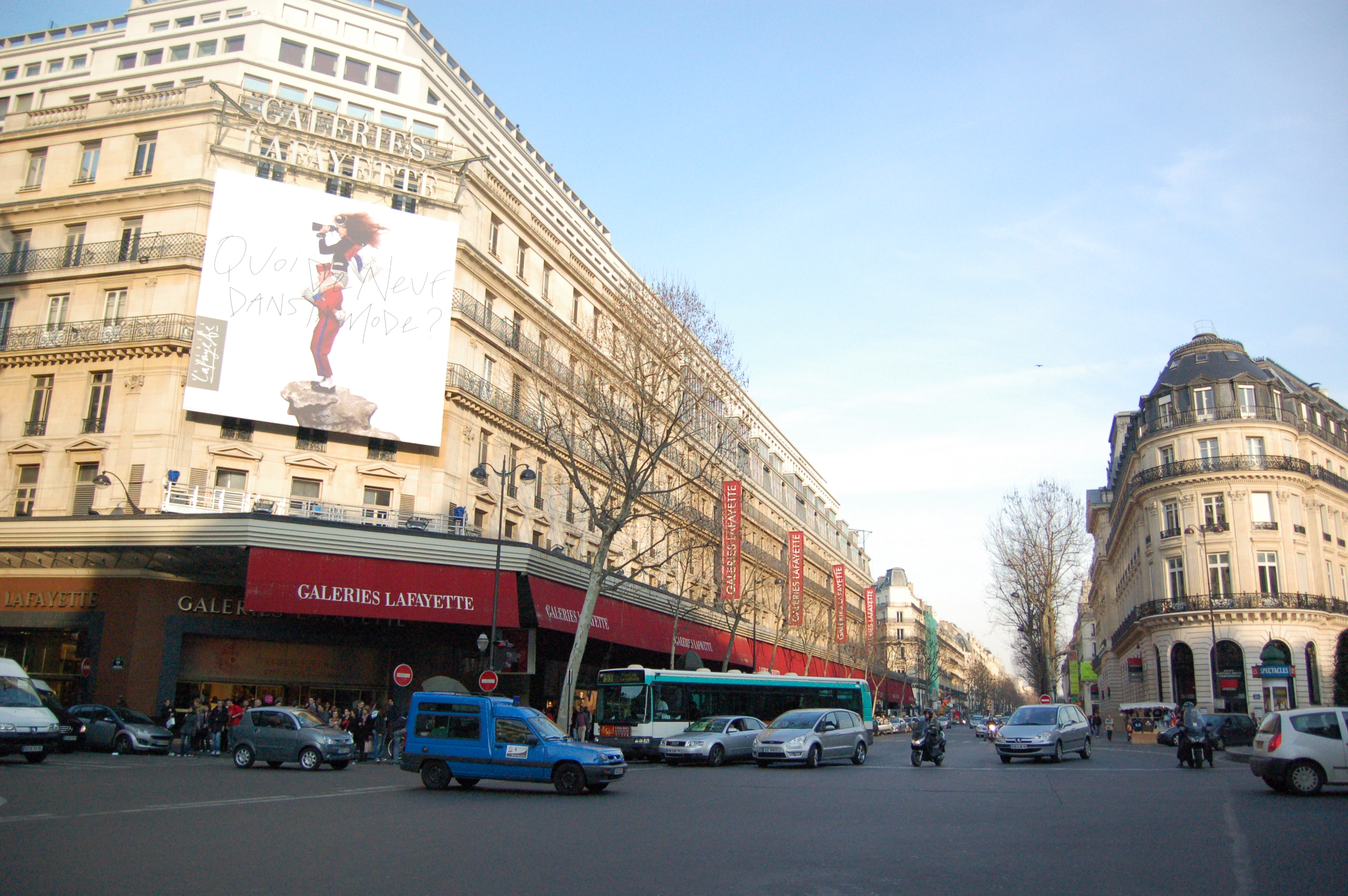
Галерея Лафайєт (фасад)
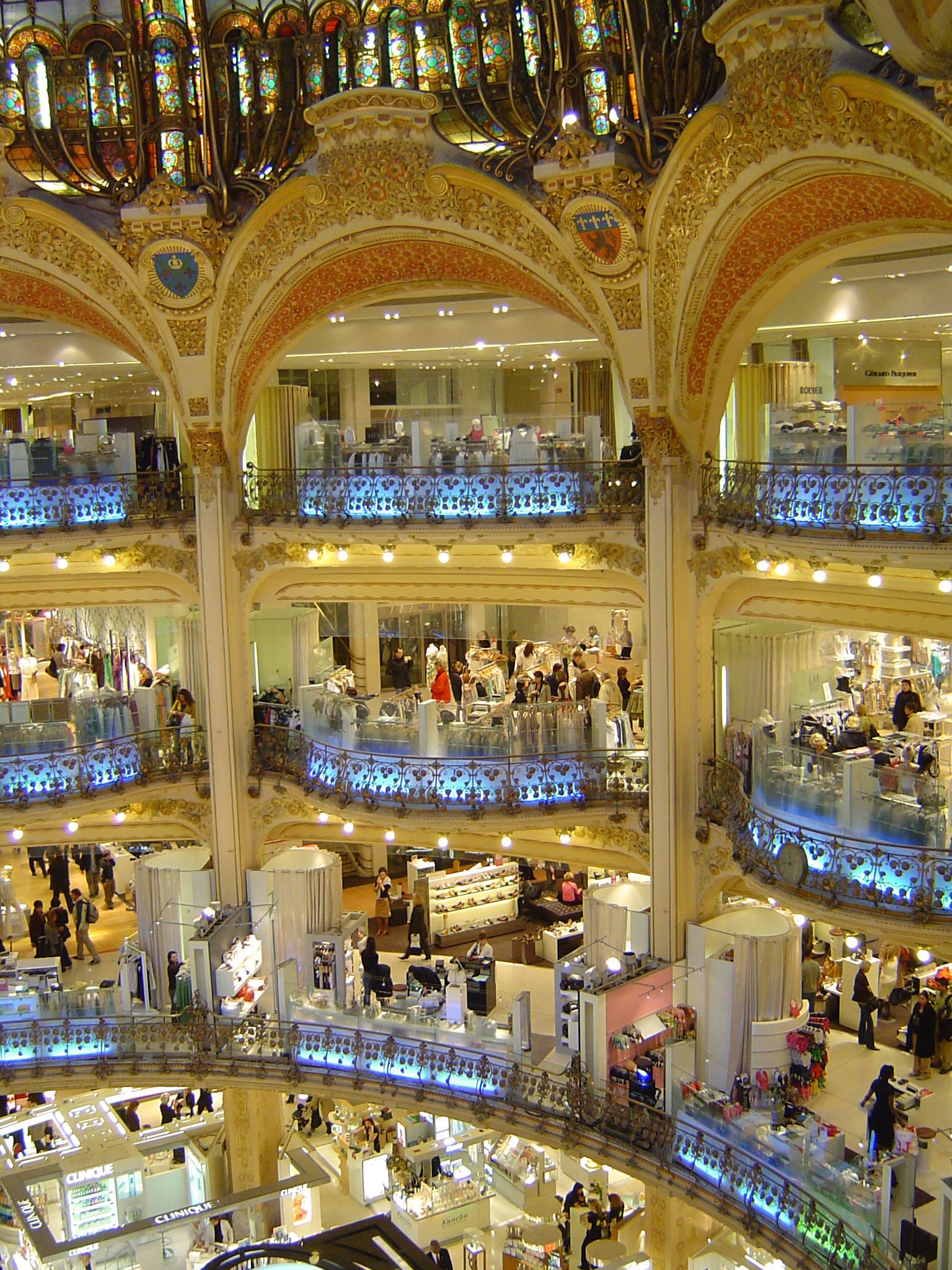
Галерея Лафайєт (зсередини)
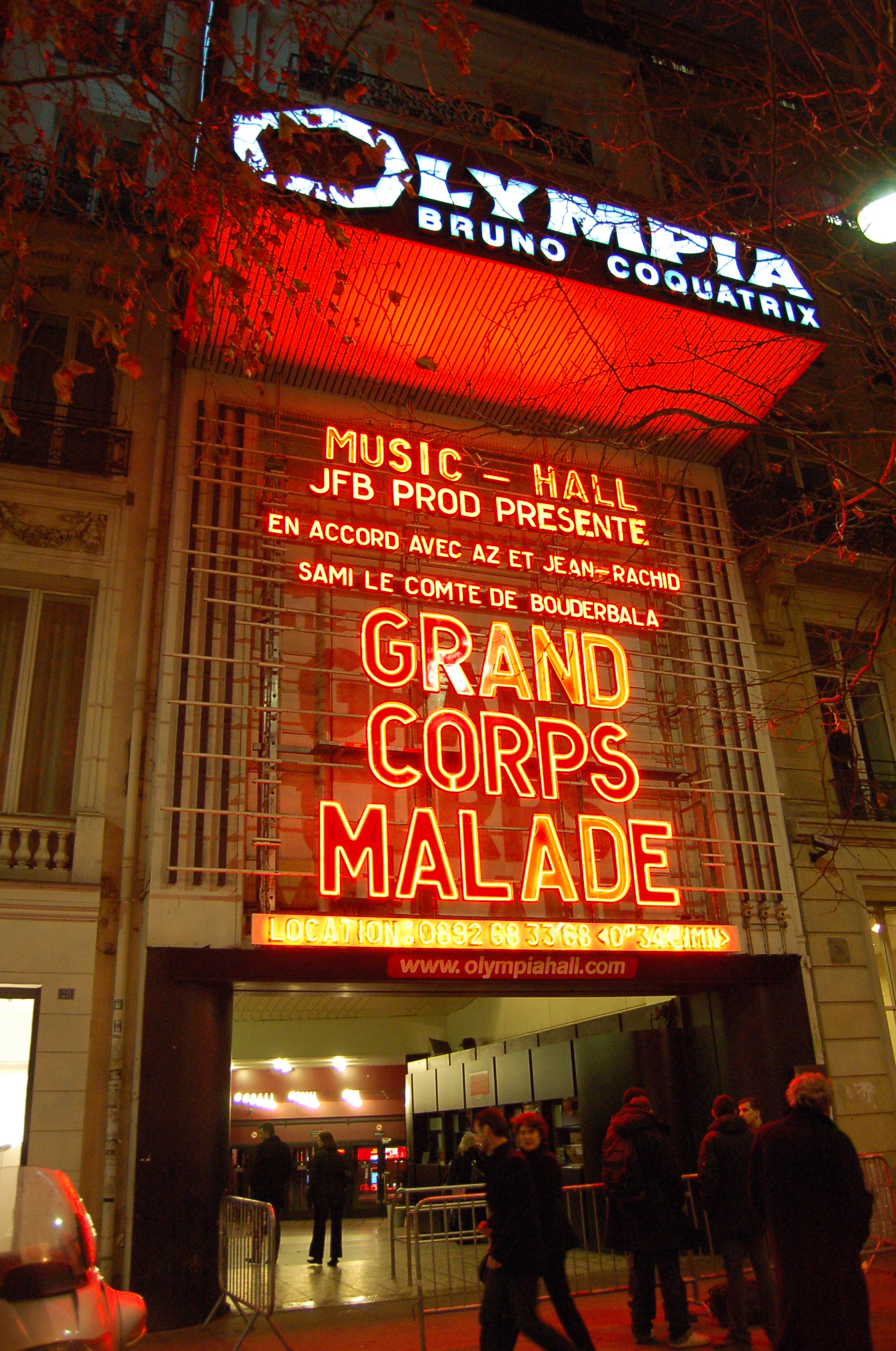
Концертний зал «Олімпія»
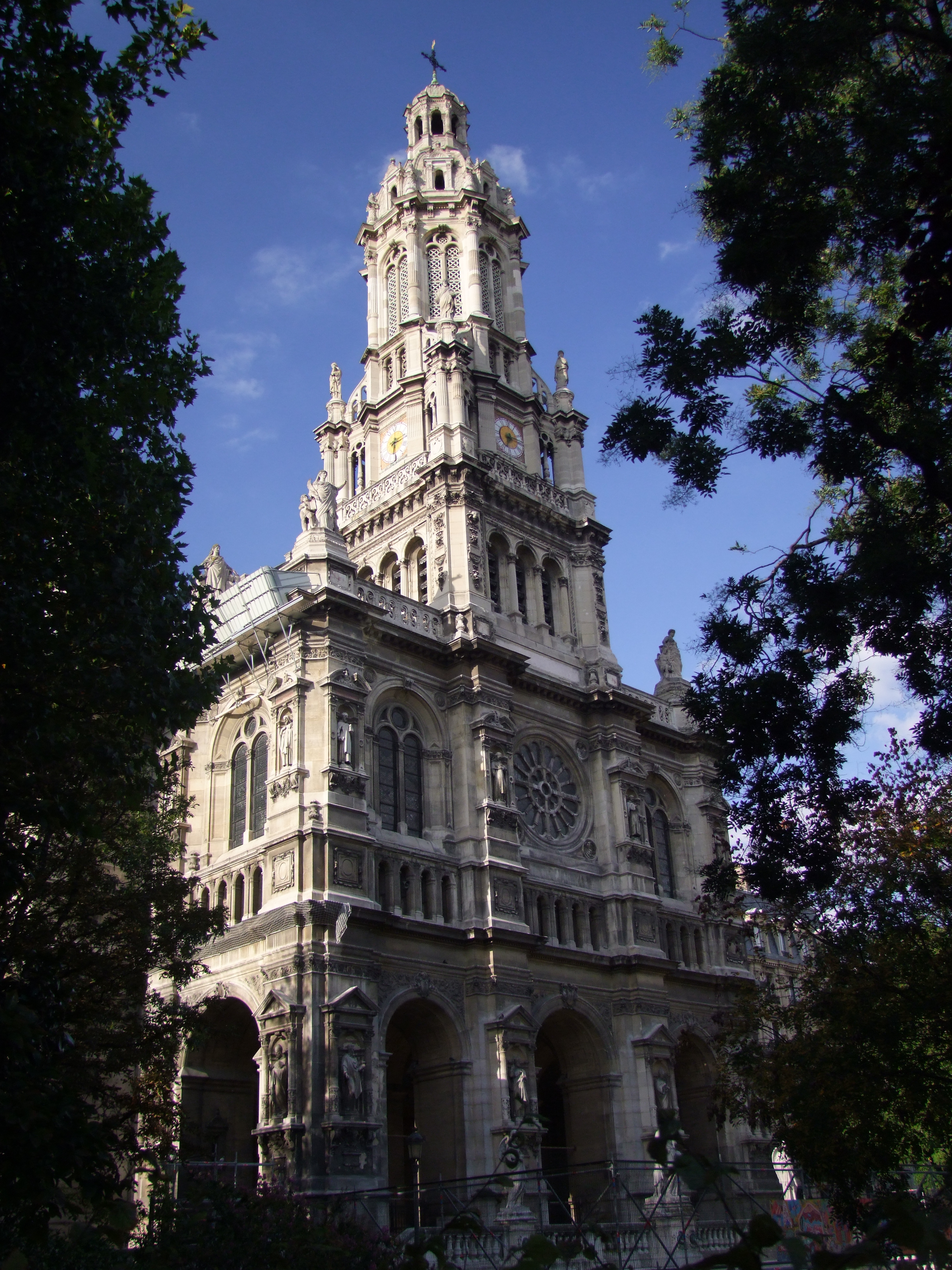
Церква Святої Трійці
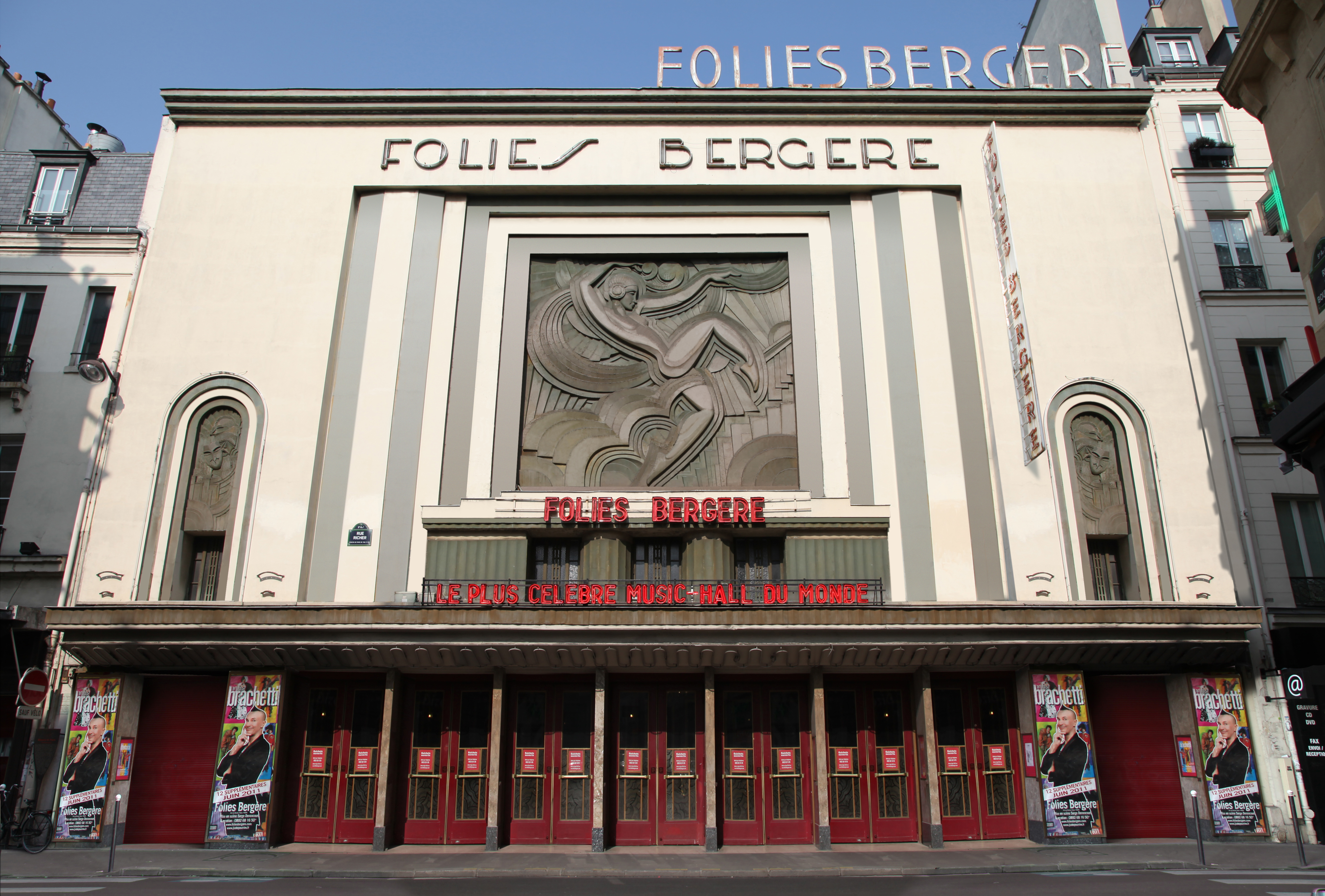
Кабаре Фолі-Бержер
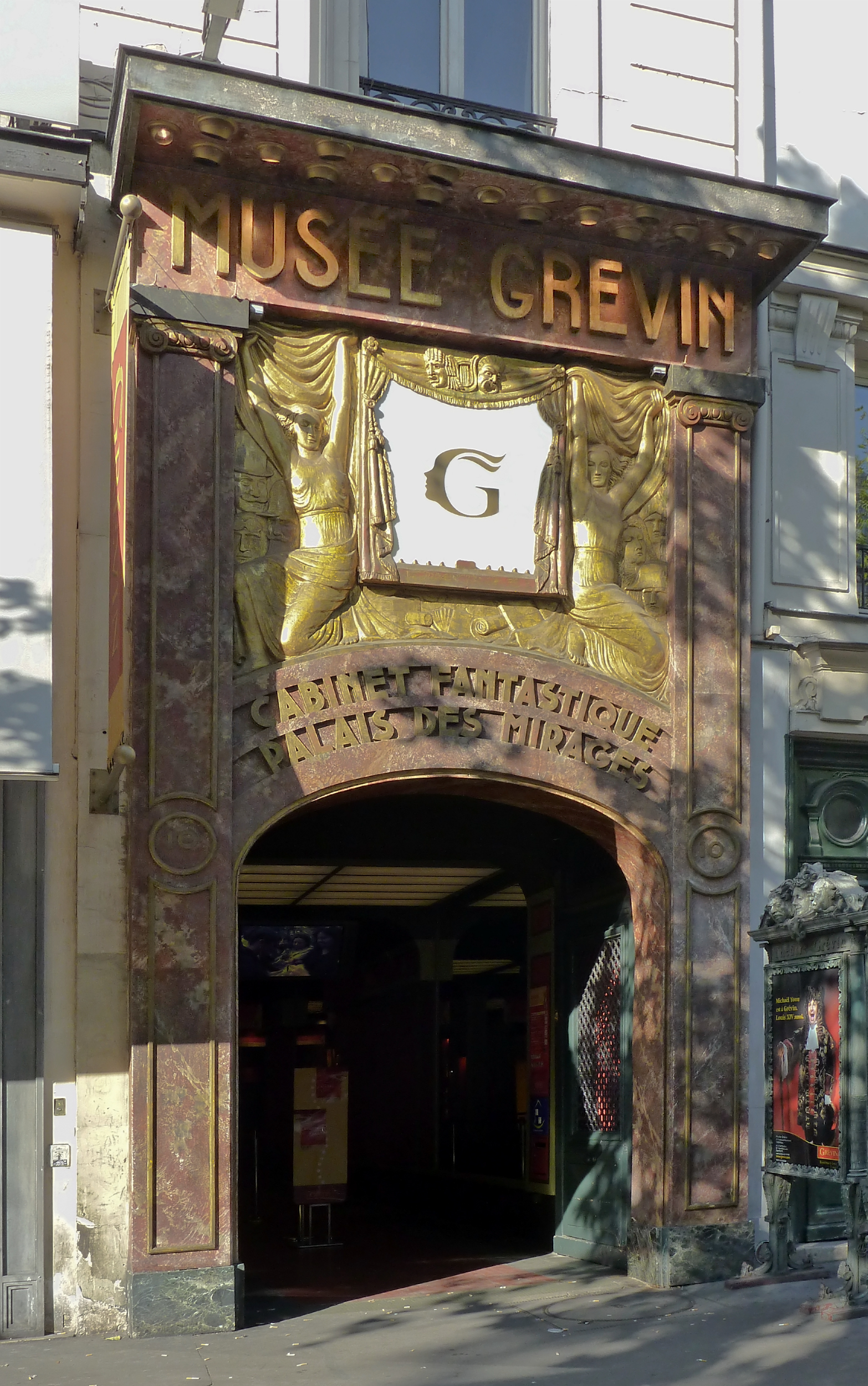
Музей Гревен (фасад)
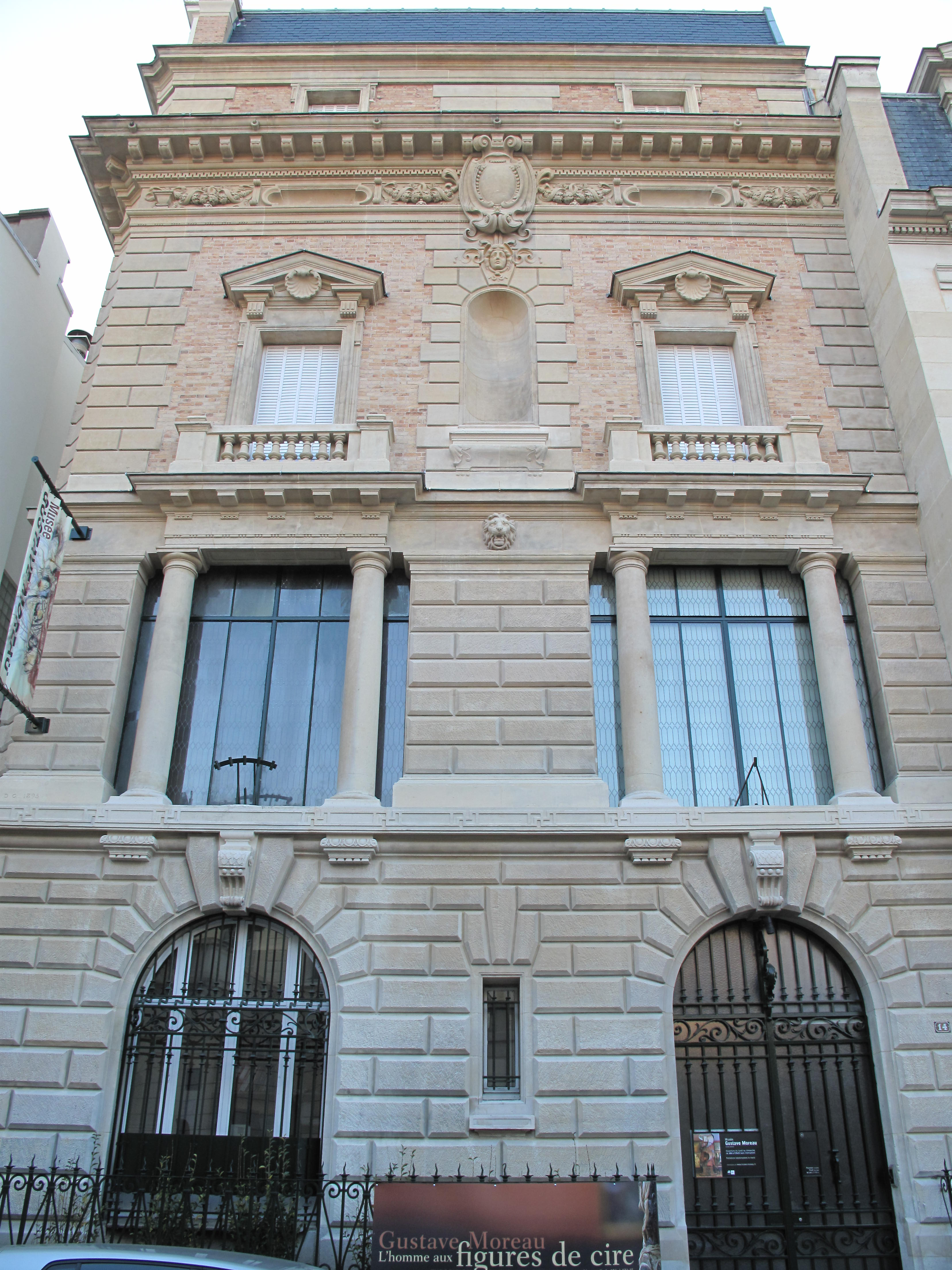
Музей Гюстава Моро
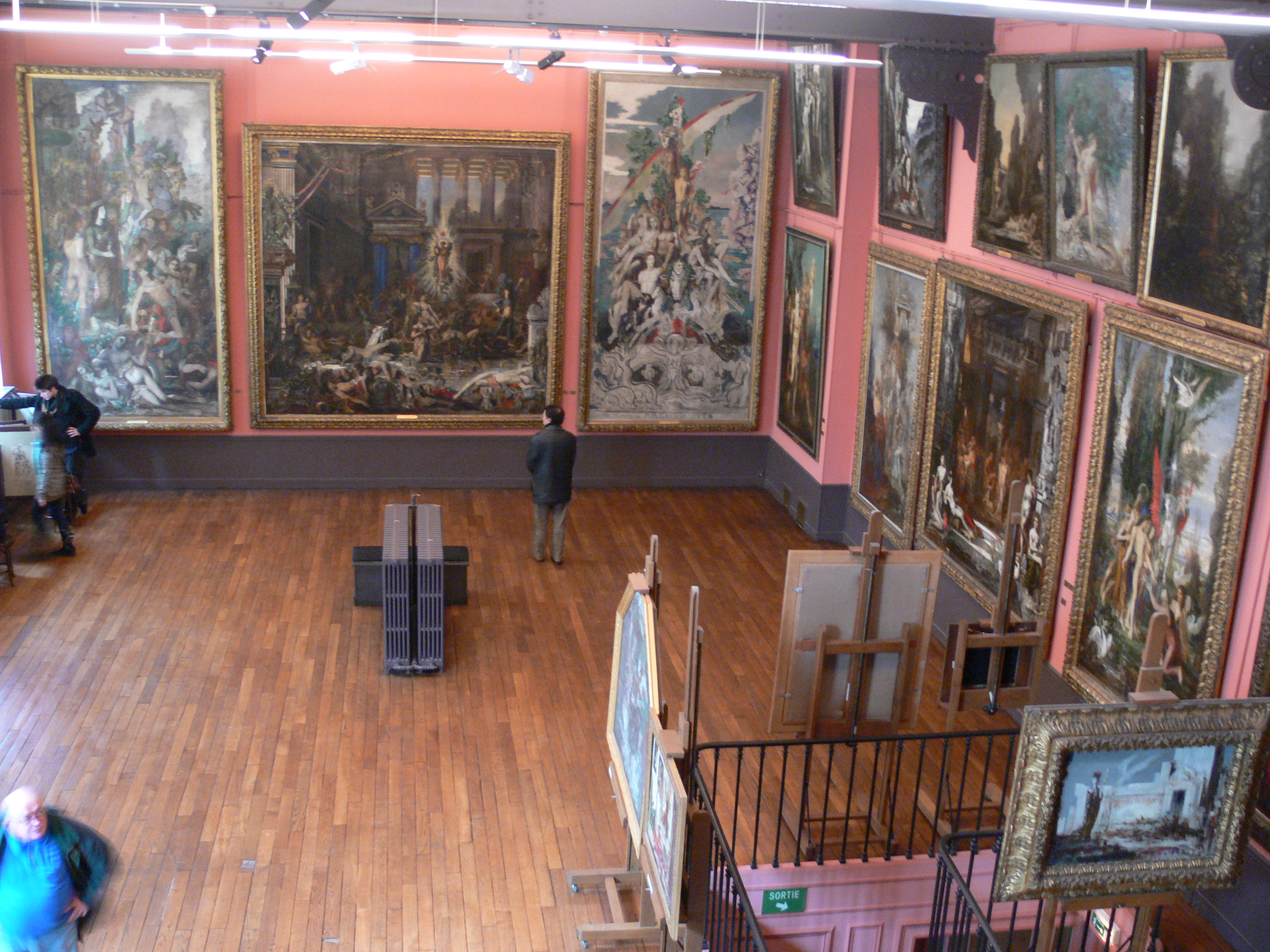
Музей Гюстава Моро (зсередини)